# Erioptera dewulfi
Erioptera dewulfi är en tvåvingeart som beskrevs av Alexander 1956. Erioptera dewulfi ingår i släktet Erioptera och familjen småharkrankar. Inga underarter finns listade i Catalogue of Life.